# Augusta Savage
Augusta Savage, født Augusta Christine Fells (29. februar 1892 - 26. marts 1962) var en afro-amerikansk skulptør, der var tilknyttet Harlem Renaissance. Hun fungerede også som lærer og hendes studie blev brugt af en række unge kunstnere. Hun virkede for ligestilling for afro-amerikanere indenfor kunst. 